# ヘンリー・ベレスフォード (第2代ウォーターフォード侯爵)
第2代ウォーターフォード侯爵ヘンリー・ド・ラ・プア・ベレスフォード（英語: Henry de la Poer Beresford, 2nd Marquess of Waterford KP PC (Ire)、1772年5月23日 – 1826年7月16日）は、アイルランド王国出身の貴族、政治家。1790年から1800年までアイルランド庶民院議員を務めた。1783年から1789年までラ・プア卿の儀礼称号を、1789年から1800年までティロン伯爵の儀礼称号を使用した。

## 生涯
初代ウォーターフォード侯爵ジョージ・ド・ラ・プア・ベレスフォードとエリザベス・マンク（Elizabeth Monck、1743年 – 1816年1月15日、ヘンリー・マンクの娘）の次男（長男マーカスは1783年に12歳で没）として、1772年5月23日に生まれた。1790年5月19日にオックスフォード大学クライスト・チャーチに入学、1792年12月7日にM.A.の学位を修得した。
1790年から1800年までロンドンデリー・カウンティ選挙区の代表としてアイルランド庶民院議員を務めた。1797年の選挙ではコルレイン選挙区でも当選したが、引き続きロンドンデリー・カウンティ選挙区の代表として議員を務めた。1800年12月3日に父が死去すると、ウォーターフォード侯爵位を継承した。翌1801年、アイルランド枢密院の枢密顧問官に任命された。
1806年3月14日、聖パトリック勲章を授与された。
1823年4月30日から1826年7月16日までマンスター海軍次官を務めた。
1826年7月16日に痛風によりカーマーゼンで死去、息子ヘンリーが爵位を継承した。

## 家族
初代アバコーン侯爵ジョン・ハミルトンの長女ハリオット・マーガレットとの結婚が決まっていたが、ハリオット・マーガレットは結婚前の1803年4月30日に病死した。
1805年8月29日、スザンナ・ハッシー・カーペンター（Susannah Hussey Carpenter、1784年7月15日 – 1827年6月7日、第2代ティアコネル伯爵ジョージ・カーペンターの娘）と結婚、3男1女をもうけた。
- サラ・エリザベス（1884年10月13日没） - 1828年11月2日、第18代シュルーズベリー伯爵ヘンリー・チェットウィンド＝タルボット（英語版）と結婚、子供あり
- ジョージ・ド・ラ・プア（1810年7月27日 – 1824年7月8日）
- ヘンリー・ド・ラ・プア（1811年4月26日 – 1859年3月29日） - 第3代ウォーターフォード侯爵
- ジョン・ド・ラ・プア（英語版）（1814年4月27日 – 1866年11月6日） - 第4代ウォーターフォード侯爵